# Säde
Säde  (en español: Radio) es el primer álbum de estudio y álbum debut de la banda estonia vanguardista de rock: Tõele Näkku Vaadates Võib Näha Ükskõik Mida. Lanzado en principios de 2008 por el mismo grupo sin ninguna afiliación discográfica.
El álbum nunca fue de éxito comercial y en la actualidad es considerado como material de culto, y que su adquisición es de difícil acceso para coleccionistas de álbumes del rock debido a que hay poca información acerca del álbum.

## Sonido
El sonido del álbum se cataloga post-rock, rock progresivo, rock psicodélico, rock experimental, rock alternativo, con influencias del space rock y de la música artística. También contando con elementos de sátira y diálogos dichos por algunos de los miembros del grupo.

## Lista de canciones
Todas las canciones escritas y compuestas por Tõele Näkku Vaadates Võib Näha Ükskõik Mida. 
| Säde  |                                          |          |  |
| N.º   | Título                                   | Duración |  |
| 1.    | «Säde»                                   | 06:12    |  |
| 2.    | «Tilksti»                                | 04:44    |  |
| 3.    | «Ka Linnutee Saab Kord Musta Augu Roaks» | 04:47    |  |
| 4.    | «Andmine»                                | 02:57    |  |
| 5.    | «Nimetu»                                 | 03:44    |  |
| 6.    | «Hea Algus Lõpule»                       | 06:43    |  |
| 7.    | «Võtmine»                                | 07:18    |  |
| 36:25 |                                          |          |  |

## Personal
Todos los sencillos y composiciones fueron realizados por todos los miembros del grupo durante la realización del álbum. Toda la producción estuvo bajo cargo de todos los miembros del grupo.
- Sven Oeselg - vocal, bajo
- Tanel Velleste - vocal de apoyo, percusión
- Ekke Västrik - guitarra
- Mihkel Maasing - órgano, sintetizador
- Oliver Koit - batería, mezclas, masterización